# Leslie Ash
Leslie Ash (Clapham, Londres, 19 de fevereiro de 1960) é uma atriz britânica nascida na Inglaterra. É mais conhecida por seu papel no sitcom Men Behaving Badly. 